# Památkáři
Památkáři (v anglickém originále The Monuments Men) je německo-americký válečný film z roku 2014. Režisérem filmu je George Clooney. Hlavní role ve filmu ztvárnili George Clooney, Matt Damon, Bill Murray, John Goodman a Jean Dujardin.

## Obsazení
| George Clooney      | Frank Stokes         |
| Nick Clooney        | starý Frank Stokes   |
| Matt Damon          | James Granger        |
| Bill Murray         | Richard Campbell     |
| John Goodman        | Walter Garfield      |
| Jean Dujardin       | Jean-Claude Clermont |
| Bob Balaban         | Preston Savitz       |
| Hugh Bonneville     | Donald Jeffries      |
| Cate Blanchett      | Claire Simone        |
| Justus von Dohnányi | Viktor Stahl         |
| Dimitri Leonidas    | Sam Epstein          |

## České znění
| Postava              | Herec / herečka     | Dabér / dabérka          |
| -------------------- | ------------------- | ------------------------ |
| Frank Stokes         | George Clooney      | Jan Kanyza               |
| James Granger        | Matt Damon          | Michal Jagelka           |
| Richard Campbell     | Bill Murray         | Jiří Štěpnička           |
| Walter Garfield      | John Goodman        | Pavel Šrom               |
| Jean-Claude Clermont | Jean Dujardin       | Jan Šťastný              |
| Donald Jeffries      | Hugh Bonneville     | Jiří Čapka               |
| Preston Savitz       | Bob Balaban         | Josef Carda              |
| Claire Simone        | Cate Blanchett      | Petra Jindrová Lupínková |
| Sam Epstein          | Dimitri Leonidas    | Vojtěch Hájek            |
| Viktor Stahl         | Justus von Dohnányi | Ladislav Cigánek         |